# Xabier Zandio
Xabier Zandio Echaide (Pamplona, 17 maart 1977) is een Spaans voormalig wielrenner.
De in Pamplona geboren Zandio begon zijn profcarrière in 2001 bij Banesto en reed tot 2010 nog voor Caisse d'Epargne, de opvolger daarvan. Zandio is een helper in zijn team die zelf zelden wint. Zijn palmares als prof is op de Clasicà de los Puertos 2005 na nog leeg, maar in de Ronde van Frankrijk van 2005 kwam hij enkele centimeters tekort voor een etappezege.

## Palmares
Overwinningen en ereplaatsen.
2001
- 4e etappe (deel A) Ronde van Portugal

2002
- 1e etappe Ronde van Portugal (tijdrit samen met Adolfo García Quesada)

2005
- 2e plaats 16e etappe Ronde van Frankrijk
- Clásica a los Puertos de Guadarrama

2006
- 3e plaats 3e etappe Ronde van La Rioja

2007
- 1e etappe Ronde van Catalonië (ploegentijdrit)

2008
- 3e plaats 1e etappe Ronde van Burgos
- Eindklassement Ronde van Burgos

2013
- 2e etappe Ronde van Italië (ploegentijdrit)

## Resultaten in voornaamste wedstrijden
| Jaar | Ronde van Italië | Ronde van Frankrijk | Ronde van Spanje |
| ---- | ---------------- | ------------------- | ---------------- |
| 2002 |                  |                     |                  |
| 2003 |                  | 51e                 |                  |
| 2004 |                  | 97e                 |                  |
| 2005 |                  | 22e                 |                  |
| 2006 |                  | 32e                 | 22e              |
| 2007 |                  | opgave              | opgave           |
| 2008 |                  |                     | 50e              |
| 2009 |                  |                     | 112e             |
| 2010 | 62e              |                     |                  |
| 2011 |                  | 48e                 | 69e              |
| 2012 |                  |                     | opgave           |
| 2013 | 82e              |                     |                  |
| 2014 |                  | opgave              |                  |
| 2015 |                  |                     |                  |

| Jaar | Milaan-San Remo | Ronde van Vlaanderen | Amstel Gold Race | Luik-Bast.‑Luik | Ronde van Lombardije | Waalse Pijl | Parijs-Tours |  | Wereldranglijsten |
| ---- | --------------- | -------------------- | ---------------- | --------------- | -------------------- | ----------- | ------------ |  | ----------------- |
| 2002 | 123e            | 77e                  | opgave           |                 |                      |             |              |  |                   |
| 2003 |                 |                      |                  |                 |                      |             |              |  |                   |
| 2004 |                 |                      |                  |                 |                      |             |              |  |                   |
| 2005 |                 |                      | opgave           | 62e             |                      | 82e         |              |  | 157e (UPT)        |
| 2006 |                 |                      |                  |                 |                      |             |              |  |                   |
| 2007 |                 |                      |                  |                 |                      |             |              |  |                   |
| 2008 |                 |                      |                  |                 |                      |             |              |  |                   |
| 2009 |                 |                      |                  |                 |                      |             | 134e         |  |                   |
| 2010 | 108e            |                      |                  |                 |                      |             |              |  |                   |
| 2011 |                 |                      |                  | opgave          | opgave               | opgave      |              |  |                   |
| 2012 |                 |                      | 106e             | 100e            |                      | 118e        |              |  |                   |
| 2013 |                 |                      |                  |                 | opgave               |             |              |  |                   |
| 2014 |                 |                      |                  |                 |                      |             |              |  |                   |
| 2015 |                 |                      | opgave           |                 |                      |             |              |  |                   |

## Ploegen
- 1996-Banesto Amateur
- 1997-Banesto Amateur
- 1998-Banesto Amateur
- 1999-Banesto Amateur
- 1999-Banesto (stagiair)
- 2000-Banesto Amateur
- 2000-Banesto (stagiair)
- 2001-iBanesto.com
- 2002-iBanesto.com
- 2003-iBanesto.com
- 2004-Illes Balears-Banesto
- 2005-Illes Balears-Caisse d'Epargne
- 2006-Caisse d'Epargne-Illes Balears
- 2007-Caisse d'Epargne
- 2008-Caisse d'Epargne
- 2009-Caisse d'Epargne
- 2010-Caisse d'Epargne
- 2011-Sky ProCycling
- 2012-Sky ProCycling
- 2013-Sky ProCycling
- 2014-Team Sky
- 2015-Team Sky
- 2016-Team Sky

Wielerploegen van Xabier Zandio
Arrieta ·
Baranowski ·
Barbosa ·
Beltrán ·
Bruseghin ·
García ·
Garmendia ·
Hunt ·
E. Jiménez ·
J. M. Jiménez ·
Lastras ·
Latasa ·
Mancebo ·
Navas ·
Odriozola ·
A. Osa ·
U. Osa ·
Peña ·
Piepoli ·
Rodrigues ·
Solaun ·
Zülle ·
Benito (stagiair) ·
Zandio (stagiair) 
Arrieta ·
Baranowski ·
Barbosa ·
Benito ·
Brożyna ·
Bruseghin ·
García ·
Garmendia ·
E. Jiménez ·
J. M. Jiménez ·
Lastras ·
Latasa ·
Mancebo ·
Mensjov ·
Navas ·
Odriozola ·
A. Osa ·
U. Osa ·
Piepoli ·
Rodrigues ·
Solaun ·
Zülle ·
Bru (stagiair) ·
Gil (stagiair) ·
Zandio (stagiair) 
Arrieta ·
Baranowski ·
Barbosa ·
Benito ·
Blanco ·
Brożyna ·
Bruseghin ·
Domínguez ·
A. García ·
J. V. García ·
Gil ·
E. Jiménez ·
J. M. Jiménez ·
Lastras ·
Latasa ·
Mancebo ·
Mensjov ·
Mercado ·
Navas ·
Odriozola ·
A. Osa ·
U. Osa ·
Pascual ·
Piepoli ·
Plaza ·
Solaun ·
Vila ·
Zandio
Arrieta ·
Baranowski ·
Blanco ·
Brożyna ·
Bruseghin ·
Flecha ·
A. García ·
J. V. García ·
Gil ·
Gutiérrez ·
E. Jiménez ·
J. M. Jiménez ·
Lastras ·
Latasa ·
Mancebo ·
Mensjov ·
Mercado ·
Navas ·
Odriozola ·
A. Osa ·
U. Osa ·
Pascual ·
Piepoli ·
Plaza ·
Vila ·
Zandio
Arrieta ·
Flecha ·
García ·
Gutiérrez ·
Jiménez ·
Karpets ·
Lastras ·
López ·
Mancebo ·
Mateos ·
Mensjov ·
Mercado ·
Odriozola ·
A. Osa ·
U. Osa ·
Pascual ·
Petrov ·
Piepoli ·
Plaza ·
Zandio
Arrieta ·
Becke ·
Colom ·
Gálvez ·
García ·
Gutiérrez ·
Horrach ·
Karpets ·
Lastras ·
López ·
Mancebo ·
Mensjov ·
Navas ·
A. Osa ·
U. Osa ·
Pradera ·
Radochla ·
Reynés ·
Tauler ·
Zandio
Arrieta ·
Arroyo ·
Becke ·
Carrasco ·
Colom ·
Erviti ·
Escobar ·
Gálvez ·
García ·
Gonzalez ·
Gutiérrez ·
Horrach ·
Julia ·
Karpets ·
Lastras ·
Leonet ·
Mancebo ·
Navas ·
A. Osa ·
U. Osa ·
Pérez ·
Pradera ·
Reynés ·
Tauler ·
Valverde ·
Zandio
Arroyo ·
Berthou ·
Brard ·
Carrasco ·
Colom ·
Erviti ·
Fertonani ·
Gálvez (tot 26/11) ·
García ·
Gutiérrez ·
Horrach ·
Jefimkin ·
Julia ·
Karpets ·
Lastras ·
Leonet ·
Markov ·
Pereiro ·
A. Pérez ·
F. Pérez ·
Perget ·
Portal ·
Pradera ·
Reynés ·
Rodríguez ·
Valverde ·
Zaballa ·
Zandio
Arroyo ·
Berthou ·
Brard ·
Erviti ·
Fertonani ·
García ·
Gutiérrez ·
Horrach ·
Jefimkin ·
Karpets ·
Lastras ·
López ·
Losada ·
Markov ·
Pereiro ·
A. Pérez ·
F. Pérez ·
Perget ·
Plaza ·
N. Portal ·
S. Portal ·
Reynés ·
Rodríguez ·
Rojas ·
Sánchez ·
Valverde ·
Zaballa ·
Zandio
Arroyo ·
Charteau ·
Coyot ·
Drujon ·
Erviti ·
García ·
Gutiérrez ·
Horrach ·
Karpets ·
Lastras ·
López ·
Losada ·
Moreno ·
Pasamontes ·
Patanchon ·
Pereiro ·
F. Pérez ·
M. Pérez ·
Perget ·
Portal ·
Rodríguez ·
Rojas ·
Rujano ·
Sánchez ·
Urán ·
Valverde ·
Zandio
Amador ·
Arroyo ·
Charteau ·
Costa ·
Coyot ·
Drujon ·
Erviti ·
García ·
Gutiérrez ·
Jeannesson ·
Kiryjenka ·
Lastras ·
López ·
Losada ·
Madrazo ·
Moreno ·
Pasamontes ·
Pereiro ·
F. Pérez ·
M. Pérez ·
Perget ·
Portal ·
Rodríguez ·
Rojas ·
Sánchez ·
Urán ·
Valverde ·
Zandio
Amador ·
Arroyo ·
Bruseghin ·
Cobo ·
Costa ·
Coyot ·
Drujon ·
Erviti ·
García ·
Gutiérrez ·
Jeannesson ·
Kiryjenka ·
Lastras ·
López ·
Losada ·
Madrazo ·
Moreau ·
Pasamontes ·
Pérez ·
Perget ·
Plaza ·
Rojas ·
Sánchez ·
Soler ·
Urán ·
Valverde ·
Zandio
Appollonio ·
Arvesen ·
Augustyn ·
Barry ·
Boasson Hagen ·
Carlström ·
Cioni ·
Cummings · 
Downing ·
Dowsett ·
Flecha ·
Froome ·
Gerrans ·
Hayman ·
Henderson ·
Hunt ·
Kennaugh ·
Knees ·
Löfkvist ·
Nordhaug ·
Pauwels ·
Possoni ·
Rogers ·
Stannard ·
Sutton ·
Swift ·
Thomas ·
Urán ·
Wiggins ·
Zandio ·
Puccio (stagiair)
Appollonio ·
Barry ·
Boasson Hagen ·
Cavendish  ·
Eisel ·
Dowsett ·
Flecha ·
Froome ·
Henao ·
Hayman ·
Hunt ·
Kennaugh ·
Knees ·
Löfkvist ·
Nordhaug ·
Pate ·
Porte ·
Puccio ·
Rogers ·
Rowe ·
Siwtsow ·
Stannard ·
Sutton ·
Swift ·
Thomas ·
Urán ·
Wiggins ·
Zandio ·
Martinelli (stagiair) 
Boasson Hagen ·
Boswell ·
Cataldo ·
Dombrowski ·
Eisel ·
Edmondson ·
Froome ·
Henao ·
Hayman ·
Kennaugh ·
Kiryjenka ·
Knees ·
López ·
Pate ·
Porte ·
Puccio ·
Rasch ·
Rowe ·
Siwtsow ·
Stannard ·
Sutton ·
Swift ·
Thomas ·
Tiernan-Locke ·
Urán ·
Wiggins ·
Zandio
Boasson Hagen · Boswell · Cataldo · Deignan · Dombrowski · Earle · Edmondson · Eisel · Froome · Seb. Henao · Ser. Henao · Kennaugh · Kiryjenka · Knees · López · Nieve · Pate · Porte · Puccio · Rasch · Rowe · Siwtsow · Stannard · Sutton · Swift · Thomas · Tiernan-Locke · Wiggins   · Zandio
Boswell · Deignan · Earle · Eisel · Fenn · Froome · Seb.Henao · Ser.Henao · Kennaugh · Kiryjenka   · Knees · König · López · Nieve · Nordhaug · Pate · Poels · Porte · Puccio · Roche · Rowe · Siwtsow · Stannard · Sutton · Swift · Thomas · Viviani · Wiggins   (tot 12/04) · Zandio · Geoghegan Hart (stagiair) · Peters (stagiair)
Boswell · Deignan · Fenn · Froome · Gołaś · Seb.Henao · Ser.Henao · Intxausti · Kennaugh · Kiryjenka   · Knees · König · Kwiatkowski · Landa · López · Moscon · Nieve · Nordhaug · Peters · Poels · van Poppel · Puccio · Roche · Rowe · Stannard · Swift · Thomas · Viviani · Zandio · Doull (stagiair)